# آرا بالیوزیان
آرا بالیوزیان (ارمنی: Արա Պալիոզեան؛ انگلیسی: Ara Baliozian; زادهٔ ۱۰ دسامبر ۱۹۳۶ - درگذشته ۷ دسامبر ۲۰۱۹) مؤلف، مترجم و منتقد اهل ارمنستان بود.

## زندگی‌نامه
وی تحصیلاتش را در کالج مخیتاریست «موارد رافائلیان» در ونیز، ایتالیا انجام داد و در نهایت در رشته‌های علوم سیاسی و علم اقتصاد از دانشگاه کا فوسکاری ونیز فارغ التحصیل شد. وی اواخر عمر در انتاریو، کانادا زندگی می کرد، جایی که بیشتر وقت خویش را به نویسندگی اختصاص می داد. وی آثارش را به زبان های ارمنی و انگلیسی به چاپ می‌رساند. او همچنین به خاطر آثار ادبی خویش از جمله داستان، درام، نقد ادبی و ترجمه از زبان‌های ارمنی، ایتالیایی و فرانسوی برنده جوایز و کمک هزینه‌های دولتی زیادی شد.